# 京都法政学校

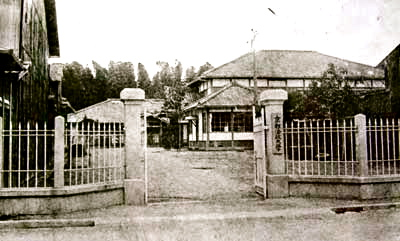
京都法政大学（1905-08年頃）
京都市上京区清和院町口寺町東入中御霊

京都法政学校（きょうとほうせいがっこう）は、1900年（明治33年）に中川小十郎らによって創設された私立学校で、現在の立命館大学（学校法人本部：京都市中京区）の前身。
本項目では後身たる専門学校令準拠の京都法政専門学校・京都法政大学・立命館大学についても扱う。

## 概要

### 京都法政学校設立の構想と経緯

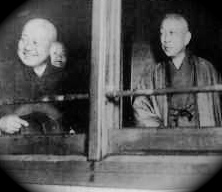
西園寺公望と中川小十郎
中川は、戊辰戦争以来西園寺に仕えていた丹波の郷士中川家に生まれた。叔父で東京女子高等師範学校校長を務めた中川謙二郎の勧めで13歳の時に上京。西園寺の取り立てで貴族院議員として活躍する一方、西園寺の意思を引き継いで発展した立命館大学の運営にも尽力。中川は西園寺の薨去まで側近として仕えた。

1894年（明治27年）、文部大臣に就任した西園寺公望が「高等教育の拡張計画」を立案。第一項に、東京帝国大学と相呼応して国家の需要に応じられる高等教育機関を京都にも設置することの必要性を挙げた。これに基づいて省内に設置した京都帝国大学「創立準備委員」が1897年（明治30年）「京都帝国大学ニ関スル件」（大学設置令）を公布し、京大創設の流れが固まった。当時、文部省専門学務局勤務から文部大臣秘書官として西園寺文部大臣直属となった中川小十郎が、京都帝国大学初代事務局長に任命され大学業務を総括。京都帝国大学初代総長に就任した木下廣次らとともに、大学創設の中心的役割を担うことになった。
京都帝国大学創設事業に区切りがついた1898年（明治31年）、中川小十郎は文部省参事官の職を辞し実業界へと転身。加島銀行理事への就任を皮切りに株式会社大阪堂島米穀取引所監査役、朝日生命保険株式会社（現在の大同生命保険）副社長に就任するなど経済人として活躍した。しかし、自らが創設の中心に関わった京都帝国大学が制度上旧制高等学校卒業生しか受け入れることができず、西園寺公望が提唱した「能力と意欲のある人に国として（教育の）機会を与えるべき」という教育理念からもかけ離れている実態に限界を感じ、自ら私学を興すことを思い立つ。翌年、教学面での協力を京都帝国大学教授だった織田萬、井上密、岡松参太郎らから得るとともに、学校設立事務については、西田由（朝日生命株式会社 専務取締役）、橋本篤（大同生命保険株式会社 初代支配人）、山下好直（京都府議会議員）、河原林樫一郎（東洋レーヨン 常務取締役）、羽室亀太郎（京津電気軌道 支配人）らの協力を得て、また設立賛助員として京都政財界の大物（内貴甚三郎、浜岡光哲、田中源太郎、中村栄助、雨森菊太郎、高木文平、河原林義雄）の力を借り、京都法政学校設立事務所を朝日生命保険株式会社の一角に設置した。
1900年（明治33年）5月4日、京都府知事に対し「私立京都法政学校設立認可申請書」を提出。同年5月19日、晴れて設置が認可され、同6月5日に開校式典を開いている。初代校長には、民法起草者の一人で東京帝国大学教授の富井政章が就任した。富井は1927年（昭和2年）8月31日まで京都法政学校長、私立立命館大学長の任にあたった。

### 京都法政学校の設立

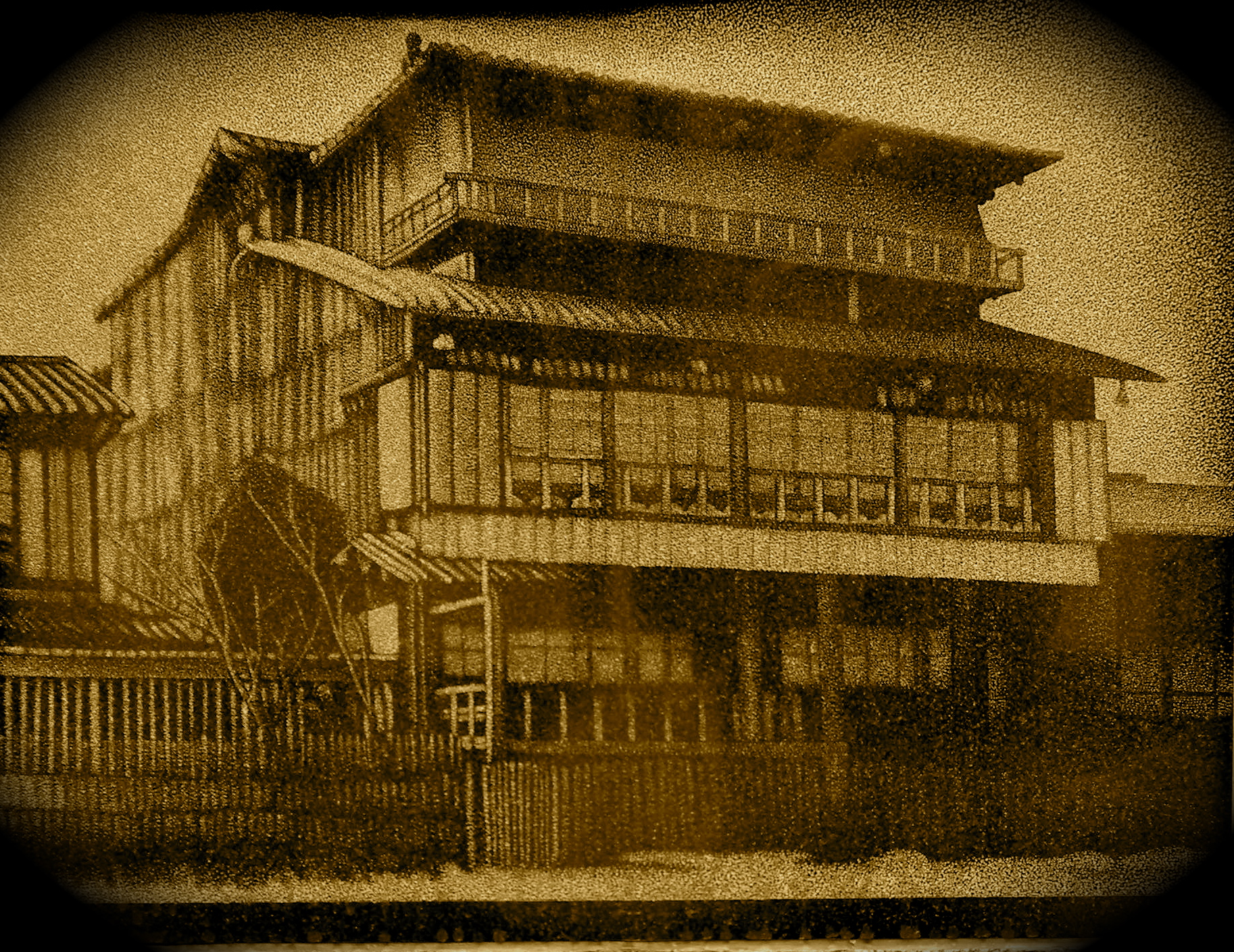
清輝楼
開学当初の1年間、講義が行われていた「清輝楼」（旧・吉田屋）の外観。「薩土同盟」締結の際、坂本龍馬、中岡慎太郎らが立ち会った場所としても知られる。（写真は跡地に建てられた記念碑から）

設立の中心を担った中川小十郎が「初めより浮華を斥け堅実を旨とした」（「序文」『立命館三十五周年記念論文集文学編）と述べているように、設立当時は満足な校地も学舎も用意する余裕はなく、上京区東三本木通にあった料亭「清輝楼（旧・吉田屋）」の2階および3階部分を間借りして講義を行っていた。社会人教育を目的に夜間学校（3年制）として設立されたため、学生には官庁職員、府立学校教諭、府の名誉職にあるものなどが多く含まれていた。また専任教員を雇う余裕もなく、講義のほとんどを京都帝国大学教授が担当していた。その校名が示すとおり、設立当初は法学・政治学の2学科を置くのみであった。しかし開講直後に京都府に提出した「校舎敷地貸与願書」では、「将来は法政だけではなく文学、医学の二科を増設し、中学教員および医師を養成して、わが国教育の一大欠点を補充する一機関にしたい」と表明していることから、京都法政学校の校名は設立当時の一時的なものと考えられていたことが窺える。実際、1904年（明治37年）には大学部に「経済科」が設置され、法政学校の域を越える体制となっており、翌年には「立命館」という新しい学校名称の命名に向けた具体的な動きも見られる。なお、1889年（明治22年）に設立された京都法学校は、実質的に京都法政学校が引き継ぐ形で吸収されており、校主の山崎恵純は引き続き京都法政学校で教鞭を取ったと記録されている。

## 創設賛助員
- 内貴甚三郎 - 初代京都市長、衆議院議員、京都商業会議所会頭
- 浜岡光哲 - 衆議院議員、京都商工会議所会頭
- 田中源太郎 - 衆議院議員、京都鉄道株式会社社長、京都株式取引所頭取
- 中村栄助 - 初代京都市会議長、京都電灯株式会社創設者
- 雨森菊太郎 - 京都市会議長、京都府会議長
- 高木文平 - 京都電気鉄道株式会社社長、京都商工会議所会頭
- 河原林義雄 - 衆議院議員、京都府議会議長

## 第一期入学生

### 第一期生について
1900年（明治33年）の開学時、京都法政学校への志願者数は360名だった。このうち305名（法律科：225名、政治科：80名）を第一期生として受け入れたが、入学から三年後、実際に卒業できたのは57名（法律科：47名、政治科：10名）のみであった。卒業生57名のうち20歳から25歳が過半数。20歳未満は約2割。26歳以上が3割弱。最年長者は41歳だったと記録されている。
第一期生卒業式は1903年（明治36年）7月12日に講堂にて執り行われ、来賓として京都帝国大学教授・助教授のほか、第三高等学校長、京都地方裁判所所長、京都弁護士会会長代表、京都府議会副議長、地元選出代議士、京都府庁参事官、視学官など多数が参加し、一私学としてはかなり盛大なものとなった。卒業式当日、東京にあって入洛できない校長の富井政章に代わり、教頭の井上密が卒業証書の授与を行い、来賓代表の木下廣次（京都帝国大学総長）が祝辞を述べた。翌日には、浅田賢介教授、井上密教授、岡松参太郎教授、織田萬教授、島文次郎教授、田島錦治教授、仁井田益太郎教授らが参加して謝恩会が開催され、知恩院桜門前で卒業記念撮影会が開かれた。

### 第一期生履修科目と担当者

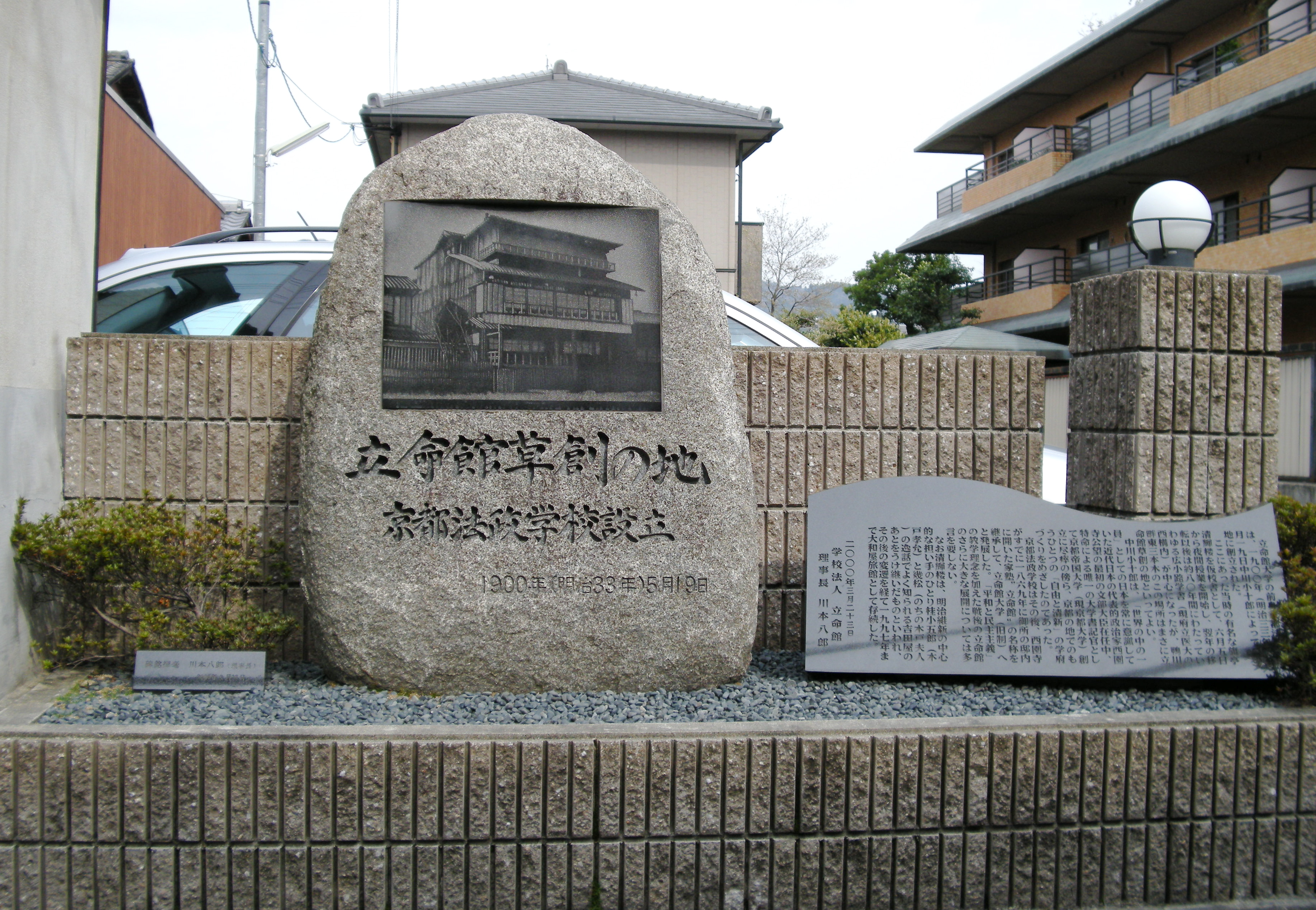
「立命館草創の地」を記念して建てられた石碑（京都市上京区東三本木通）

- 倫理学（島文次郎）
- 憲法（井上密）
- 民法（岡松参太郎）
- 民法（湯原理三郎）
- 商法（毛戸勝元）
- 商法（高根義人）

- 経済学（田島錦治）
- 経済学（戸田海市）
- 民事訴訟法（盛田惟忠）
- 民事訴訟法（仁井田益太郎）
- 法学通論（跡部定次郎）
- 刑法（膳鉦次郎）

- 民法（仁保亀松）
- 民法（岡村司）
- 商法・国際私法（入江良之）
- 商法（浅田賢介）
- 行政法（織田萬）
- 国際公法（千賀鶴太郎）
- 刑事訴訟法（大滝新之助）

### 学術活動
京都法政学校では設立当初より「討論会」が開かれており、優秀者には賞典が与えられていた。1903年（明治36年）には学内外で「討論会」、「学術講演会」が開催されたことが記録されている。他に、岡山市、広島市など地方都市への「出張講演会」も行われており、こうした行事には一期生も参加していた（『法政時論』四 - 一、一九〇三年一一月）。

## 設立以降

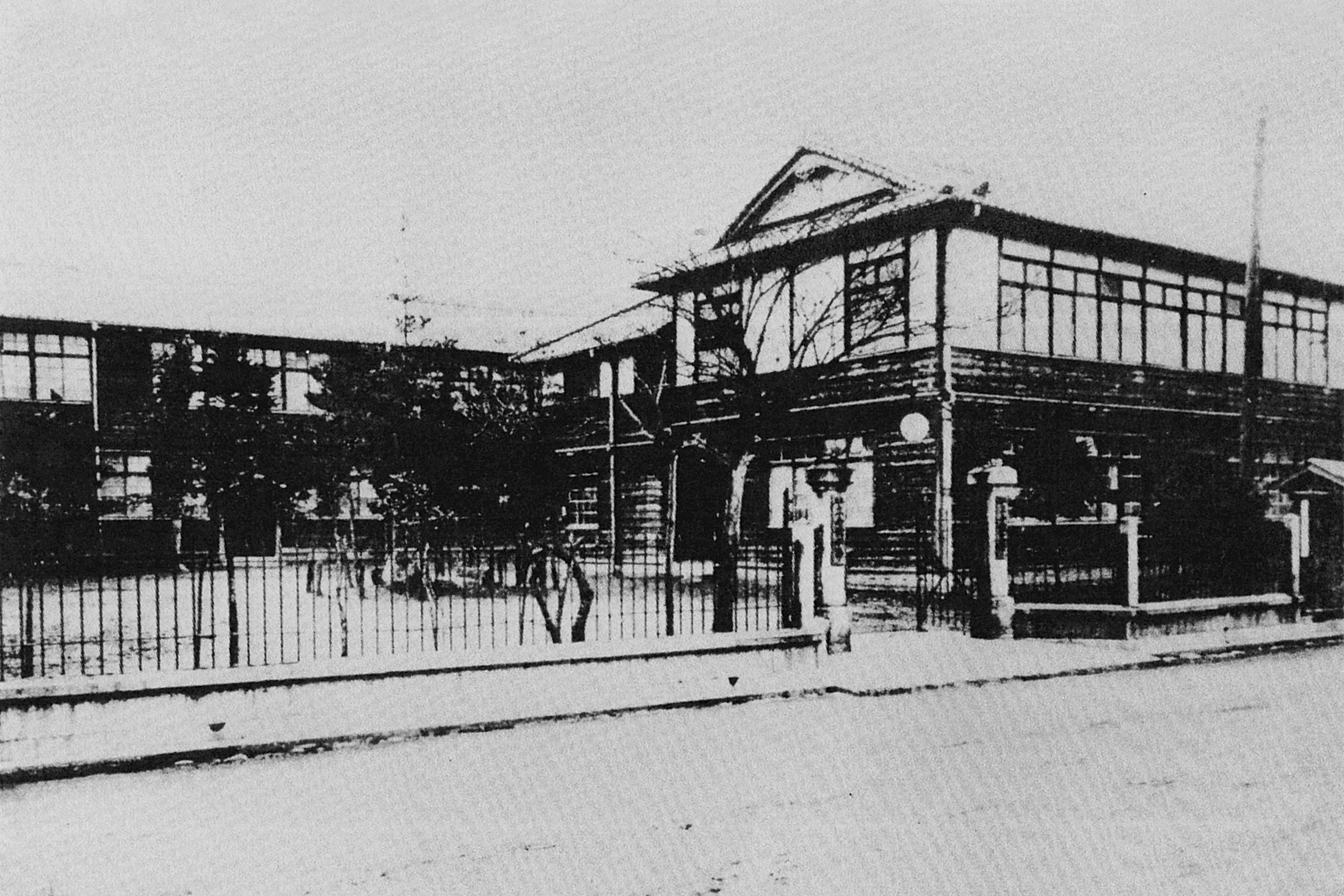
京都法政大学（1911年頃）

開校翌年の1901年（明治34年）12月に上京区清和院口寺町東入ルの広小路新校舎に移転。1903年（明治36年）に専門学校令により「私立京都法政専門学校」に組織変更。翌1904年（明治37年）、「私立京都法政大学」に改称、大学部（法律学科、経済学科、予科）、専門学部（法律科、行政科、経済科、高等研究科）を設置。1905年（明治38年）には、西園寺公望が明治2年に京都御所内の私邸に設置した「私塾立命館」の名称の継承を願い出てこれを許可され、1913年（大正2年）「財団法人立命館」を設立すると共に、校名を「私立立命館大学」と改称した。財団法人立命館専務理事には、西園寺公望の実弟で、京都法政学校創設以来学園運営に尽力した末弘威麿が就任。末弘は中川と、財団法人立命館初代理事および私立立命館大学設立者の座を共有した。
1919年（大正8年）10月における講師一覧
| - 市村光恵（憲法） - 織田萬（行政法） - 佐々木惣一（行政法） - 中島玉吉（民法） - 岡村司（民法） - 曄道文芸（民法） - 宮本英雄（民法） - 菅原眷三（民法） - 末川博（民法） - 烏賀陽然良（商法） | - 竹田省（商法） - 小栗栖国道（商法） - 滝川幸辰（刑法） - 神原甚造（刑事訴訟法） - 雉本朗造（民事訴訟法・破産法） - 山田正三（民事訴訟法） - 千賀鶴太郎（国際公法） - 跡部定次郎（国際私法） - 森口繁治（法学通論） - 田島錦治（経済学） | - 河田嗣郎（経済学） - 神戸正雄（経済学・財政学） - 財部静治（統計学） - 石村保三郎（英語） - 山本六郎（数学） - 浦川源吾（漢文） - 高畑彦次郎（国語） - 嶋田熊三郎（理化） |

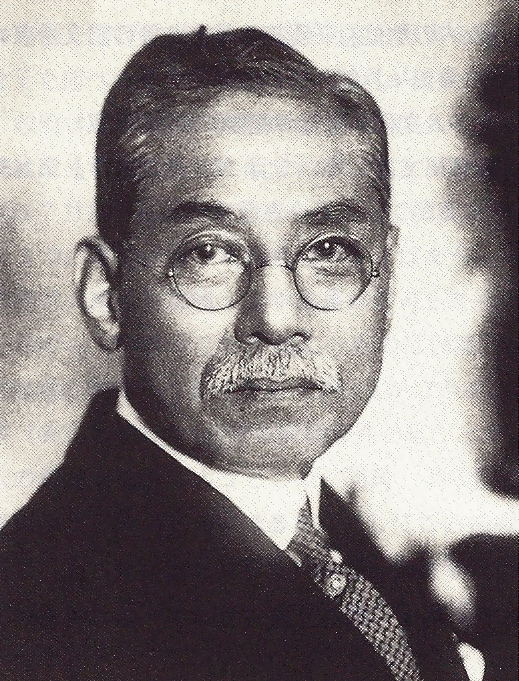
織田萬
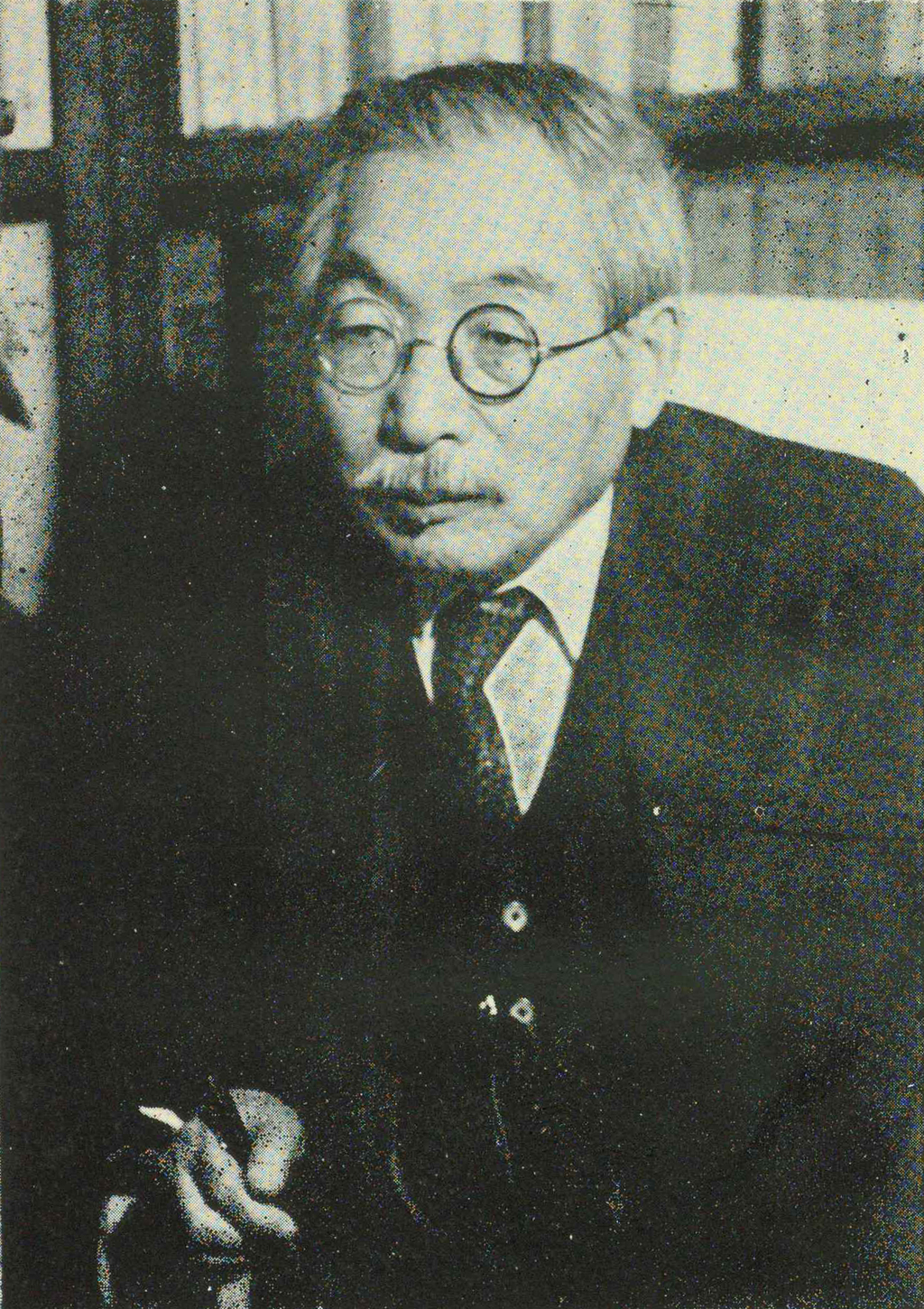
佐々木惣一
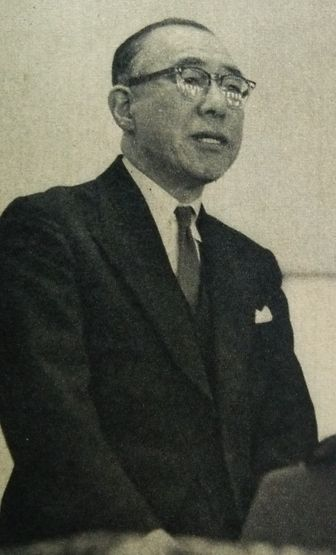
滝川幸辰
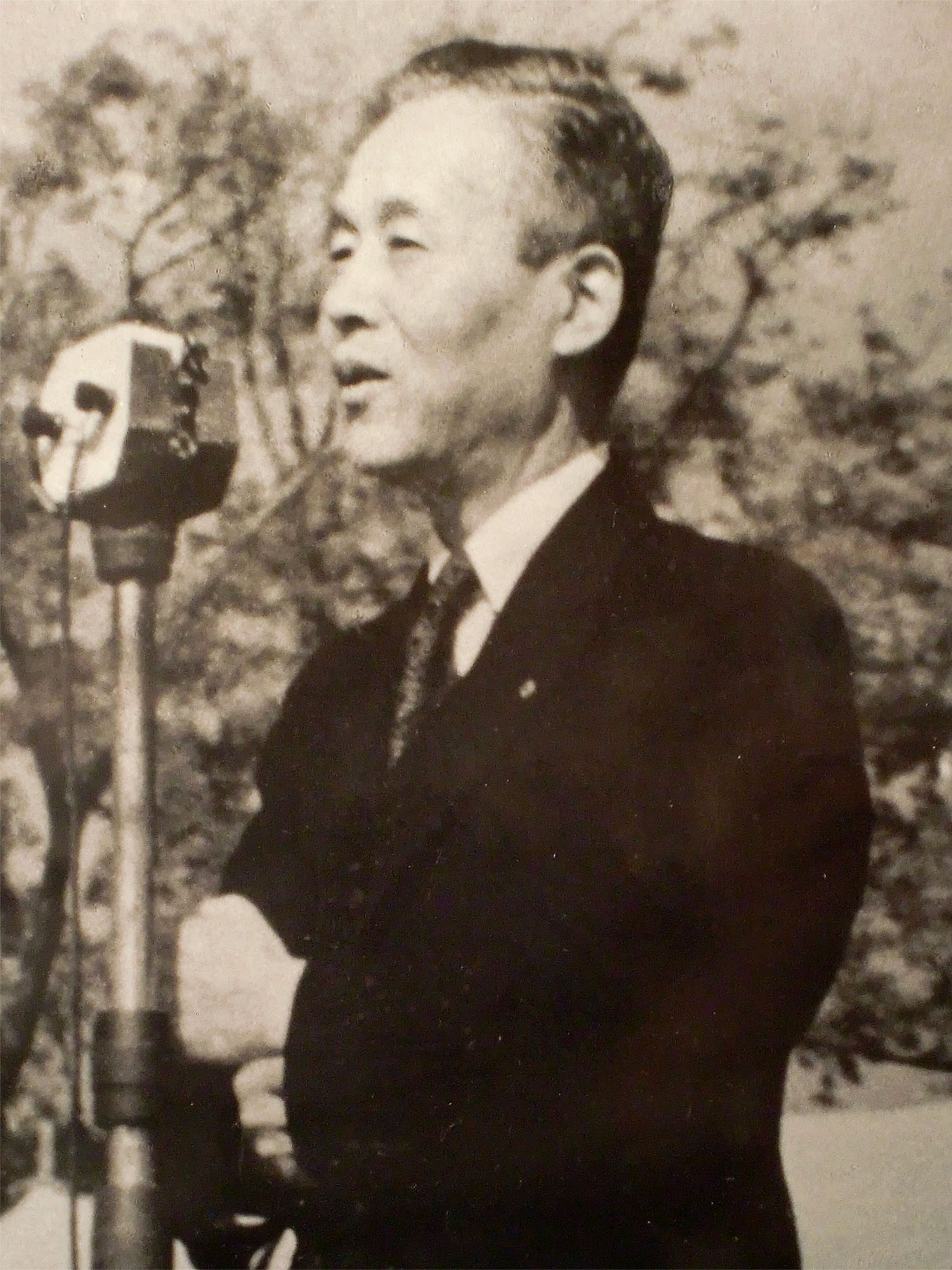
末川博

## 大学昇格への道
1918年（大正7年）の大学令公布を受けて早慶をはじめとする多くの私学が大学昇格運動に着手したが、立命館はその対応が遅れた。
もともと中川小十郎は大学令による昇格に対して消極的な考えを抱いていた。中川は1917年（大正6年）7月に行われた第15回卒業式で「本学の講義は京都帝国大学教授諸君の担任せらるる所」であり、「其の講義は実質に於て大学の講義」であるから、大学令準拠の大学となるために「証拠金を積み立てる必要もなければ、又大学の教授方よりも劣等なる専門教授を置く必要は全然ない」と述べた。さらに1919年（大正8年）11月22日の創立20周年記念祝賀式でもほぼ同様の見解を示し、京都帝大の講義を開放・拡張する存在としての立命館の特殊性を維持することにこだわり続けた。
しかし、校友たちは学校当局の消極的な態度に納得しなかった。創立20周年記念祝賀式の翌日に母校創立20周年記念校友大会が開かれ（78名出席）、校友会の組織化と全国化が始まる。翌年4月には学校側と校友側の代表による懇談会が開かれ、さらに5月の校友総会で昇格運動とその後の大学経営に校友代表も関与すべきことを決議した。
1. 時勢ニ鑑ミ母校ノ昇格ヲ期ス

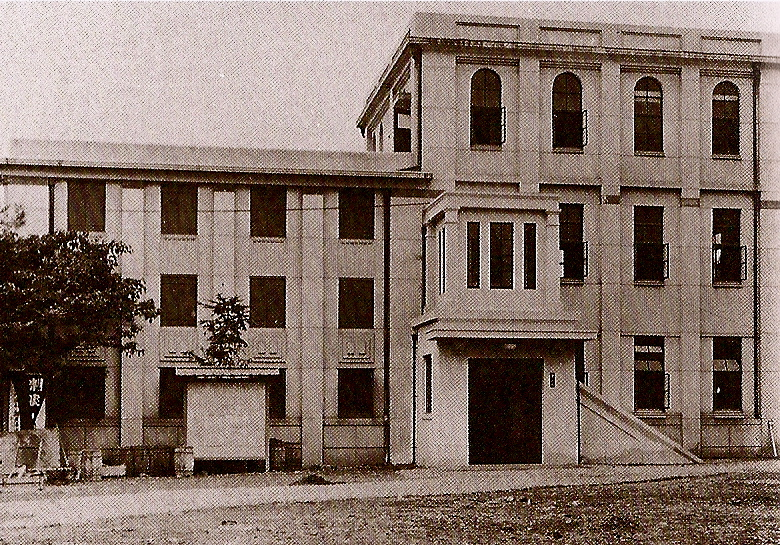
養性館
1926年12月竣工。1階に法人本部など、2階に立命館文庫、3階に学長室と研究室が入った。

2. 昇格ニ必要ナル基金ハ校友会ノ協力ニ依リ之ヲ募集ス
3. 母校財団ニ対シ次ノ希望ヲ表明スル
「財団理事、監事、協議員ニ大学、中学校卒業生若干ヲ選任スルコト」
4. 維持員、商議員制度ヲ設ケ母校功労者ヲ推薦スルコト

大学昇格のために必要とされた45万円については中川小十郎が10万円、中川の知己が10万円、校友側の評議員が10万円、一般から15万円を募ることとし、1920年（大正9年）9月17日には文部省に大学設立申請書を提出するところまでこぎつけた。同省の内部事情で審議が長引いたこともあって大学令による立命館大学の設立が認可されたのは1922年（大正11年）6月5日で、1923年（大正12年）4月に予科が、1925年（大正14年）4月に法学部（法律学科・経済学科）が発足した。そして、従来からの立命館大学専門部は1923年（大正12年）2月に専門学部に改組され、専門学校令準拠の立命館大学は1925年（大正14年）1月7日をもって廃止された。

## 校地の変遷と継承

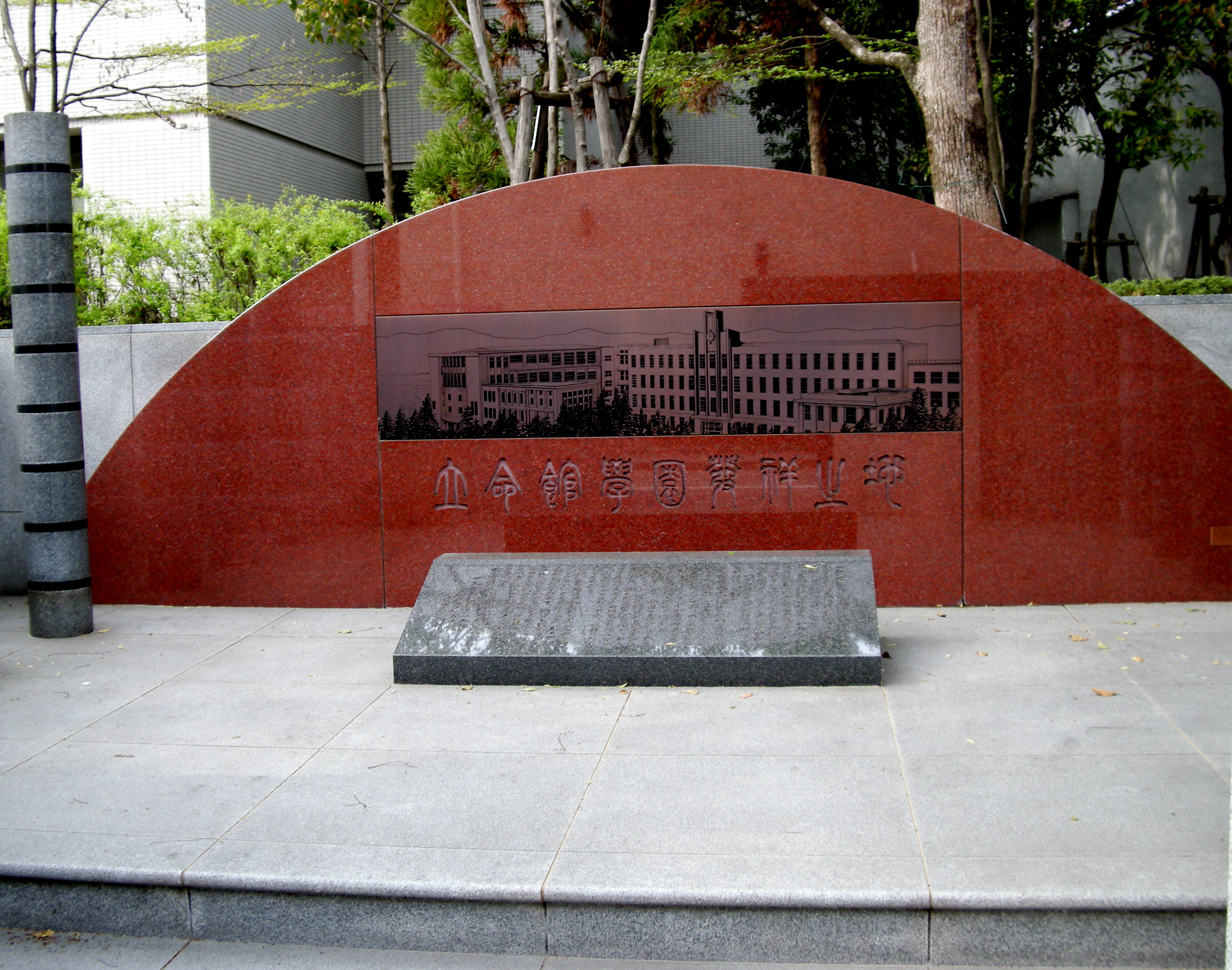
立命館大学広小路学舎記念碑
（題字は書家で立命館OBの今井凌雪が手掛けた）

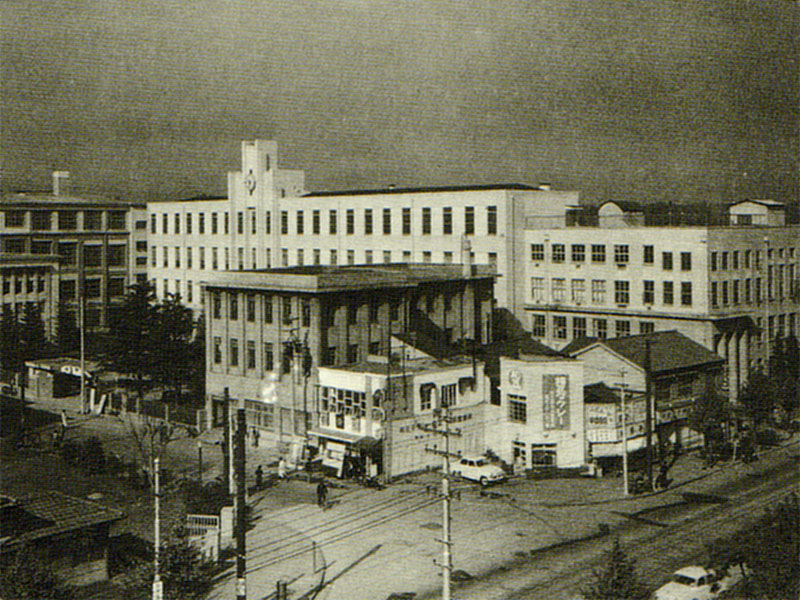
立命館大学広小路学舎（1956年）

設立当初は先述の通り、上京区東三本木通にあった料亭「清輝楼（旧・吉田屋）」の2階および3階部分を間借りして講義を行っていた。
開講直後に京都府に提出した「校舎敷地貸与願書」では、当時上京区土手町通丸太町下ル駒之町にあった「旧京都府立第一高等女学校」の校舎と敷地の期限付貸与を申し出たが、「京都府立第二高等女学校」の利用が決まったためにこれを断念。そこで1901年（明治34年）12月、西園寺公望の実弟で第15代住友家当主・住友友純から1,500円の寄付を得るなどして上京区清和院口寺町東入ルに移転。ここに旧京都府中学校校舎の一部の払い下げを受け、3教室を確保した。
京都法政大学と改称した後の1905年（明治38年）には五條警察署旧庁舎の払い下げを受けて校舎の増築を行い、さらに夜間授業の大学校舎を有効活用する形で昼間授業の清和普通学校（翌年清和中学校、1913年立命館中学と改称）も開設した。同一校舎での大学と中学の同居は1922年（大正11年）まで続いた。
中学移転後の広小路学舎は大学部と専門学部が使用することになったが、木造2階建ての校舎は狭隘化が目立つようになったため、1924～26年にかけて図書館（養性館）を、1927～28年にかけて新校舎2棟（存心館と尽心館）を建設し、ようやく大学らしい教育環境を整えるに至った。
この広小路学舎は1981年（昭和56年）に衣笠キャンパス（北区等持院北町）に移転するまでの約80年間、立命館大学の本部キャンパスとして機能した。
現在、京都法政学校が仮学舎とした「清輝楼」の跡地には、「立命館草創の地」を示す記念碑が建っている。また、1901年（明治34年）から1981年（昭和56年）まで学校法人本部のあった「広小路学舎」跡地（旧中川会館付近）にも「立命館大学発祥の地」記念碑が建てられている。